# Heraclius I
Heraclius I (latină: Flavius Heraclius Augustus; greacă: Ἡράκλειος Hērakleios), (n. 575 d.Hr., Cappadocia, Regiunea Anatolia Centrală, Turcia – d. 11 februarie 641 d.Hr., Constantinopol, Imperiul Roman de Răsărit) a fost împărat al Imperiului Roman de Răsărit (Bizantin) între 5 octombrie 610 și 11 februarie 641. El a fost întemeietorul dinastiei Heracliene.
Heraclius a reorganizat conducerea imperiului, după decăderea suferită sub predecesorii săi la tron, și a reușit să redobândească de la perși teritoriile pierdute anterior.
A încercat să încurajeze reunificarea dintre creștinii ortodocși și monofiziți, prin promovarea unei dogme de compromis, numită monotelism. De asemenea, a schimbat limba oficială a imperiului din latină în greacă. Numeroși istorici consideră schimbarea din timpul domniei lui Heraclius ca punctul de ruptură cu trecutul roman al Bizanțului și obișnuiesc să numească imperiul ca "Bizantin", în loc de "Roman de Răsărit", după această dată.

## Tinerețea și obținerea tronului
Heraclius provenea dintr-o familie de origine armeană, fiind fiul lui Heraclius cel Bătrân, exarhul Africii. S-a născut în jurul anului 575; locul nașterii sale nu este cunoscut.
În anul 602, Heraclius cel Bătrân, după ce împăratul Mauriciu a fost detronat de către armată, și-a declarat supunerea către noul împărat, Focas. După șase ani, în 608, Heraclius cel Bătrân a renunțat la această supunere și, împreună cu fiul său Heraclius cel Tânăr, a început o campanie militară pentru a obține conducerea imperiului. În anul 609, tânărul Heraclius a condus o expediție navală la Constantinopol, cucerind cetatea cu sprijinul gărzii imperiale a lui Focas și a unora dintre aristocrați. După ce Focas a fost prins, a fost executat personal de către Heraclius.
Pe 5 octombrie 610 Heraclius cel Tânăr a fost încoronat ca împărat în capela Sfântul Ștefan, odată cu soția sa Fabia, care și-a luat numele de Eudoxia.

## Războaiele cu perșii

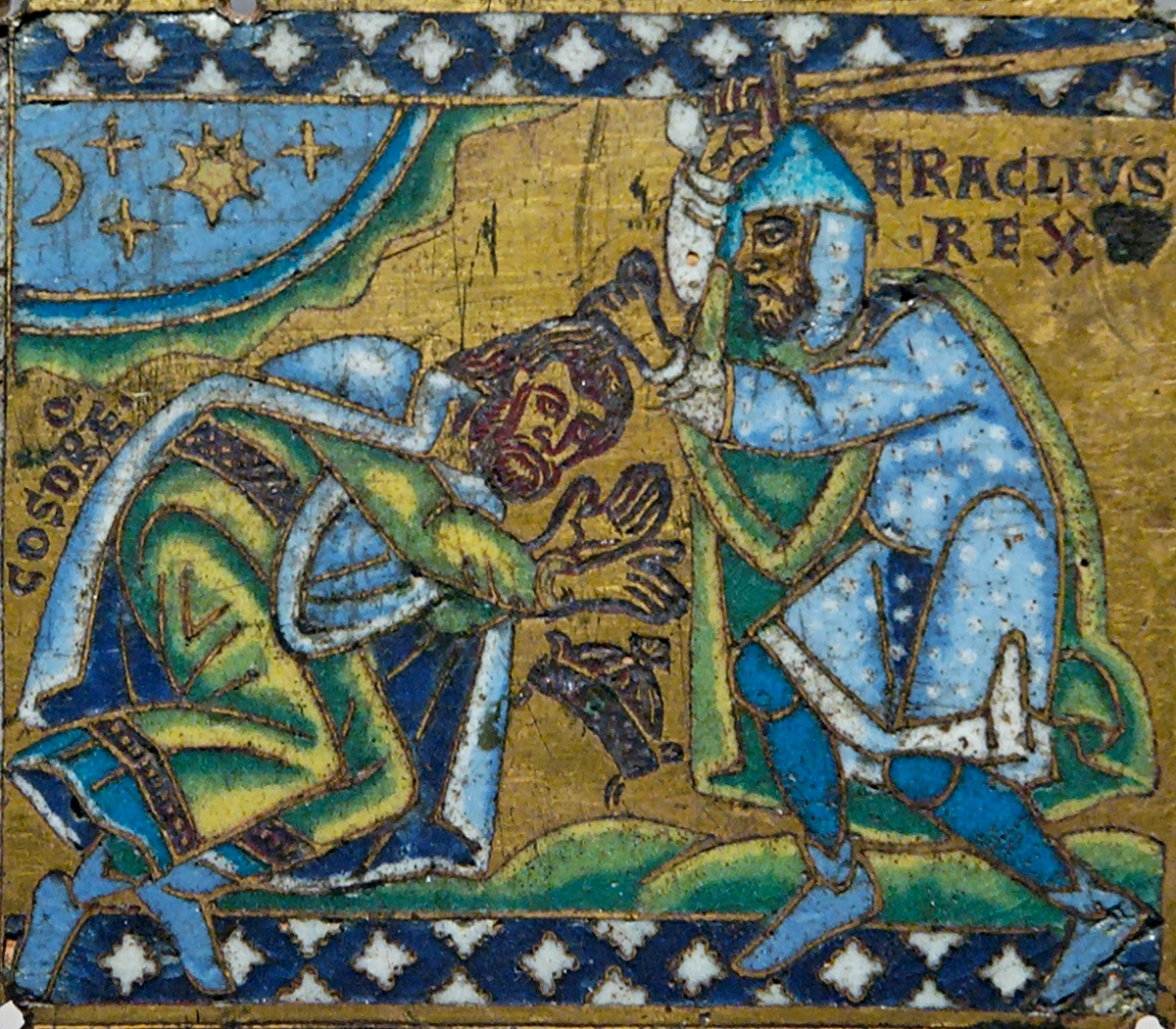

Când Heraclius a preluat puterea, Imperiul era într-o situație disperată. În 613, perșii au luat orașul Damasc și, cu ajutorul evreilor, în 614, au intrat în Ierusalim. Egiptul l-au cucerit în 616. Ei au întreprins incursiuni și în Anatolia, departe de Chalcedon. Situația era atât de disperată încât se punea problema ca capitala să fie mutată la Cartagina. Dar capitala a rămas în est. În 621, Heraclius a comandat personal armata, primul împărat care a făcut acest lucru de la Teodosiu I, alungându-i pe perși din Anatolia. În 626, avarii și slavii au asediat Constantinopolul, dar împăratul era departe. Cu toate acestea, din cauza superiorității bizantinilor și a armelor primitive avaro-slave, avarii au fost nevoiți să se retragă. În bătălia de la Nineveh (627), perșii au suferit o gravă înfrângere. Șahul Kavadh al II-lea a făcut pace, restituind toate teritoriile cucerite în război Imperiul Bizantin. Curând (651) Persia va fi cucerită de Califatul Arab.

## Războaiele cu arabii
Mahomed tocmai unificase triburile nomade din Arabia, creând o nouă religie, Islamul.
După anul 630, arabii, care deveniseră o forță formidabilă, au atacat Siria și Palestina, în 634. Heraclius depindea acum de generalii săi pentru apărarea împotriva acestor atacuri, deoarece el se îmbolnăvise după triumful asupra perșilor și nu a putut conduce personal armata. Dar generalii săi au fost învinși în Bătălia de la Yarmuk (anul 636) și până la sfârșitul anului 639 Siria și Palestina erau pierdute. Mai mult, arabii au cucerit și cea mai mare parte a Egiptului.

## Conflictele religioase

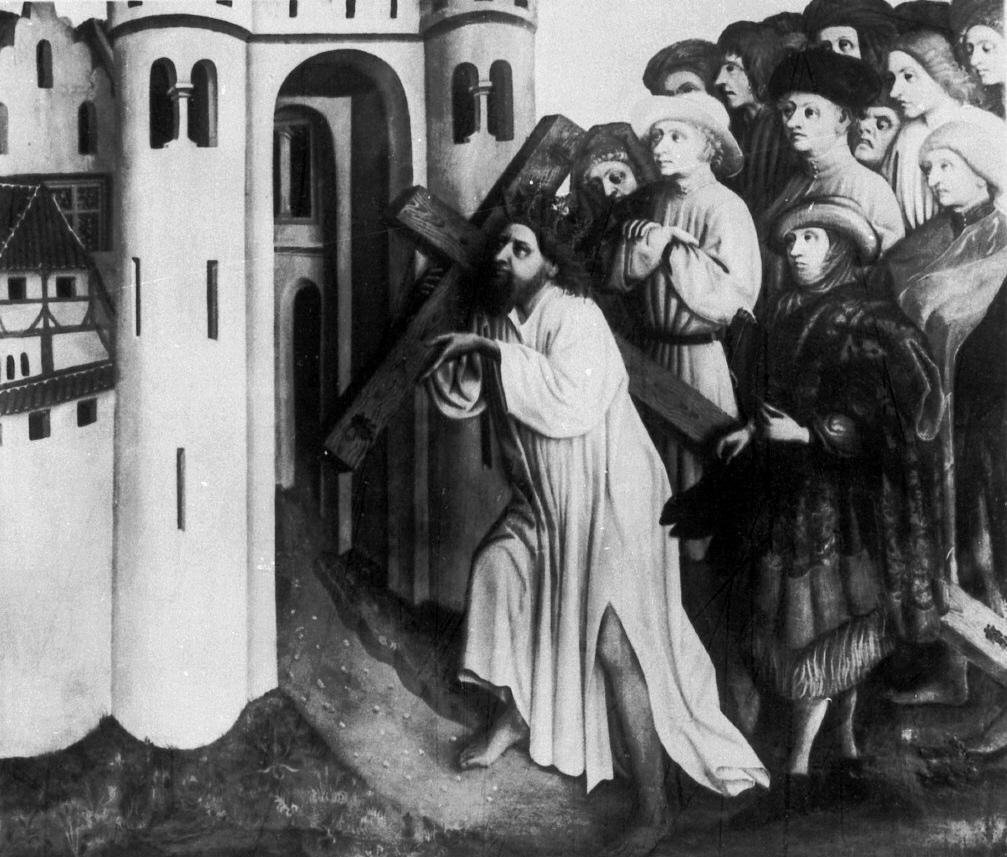

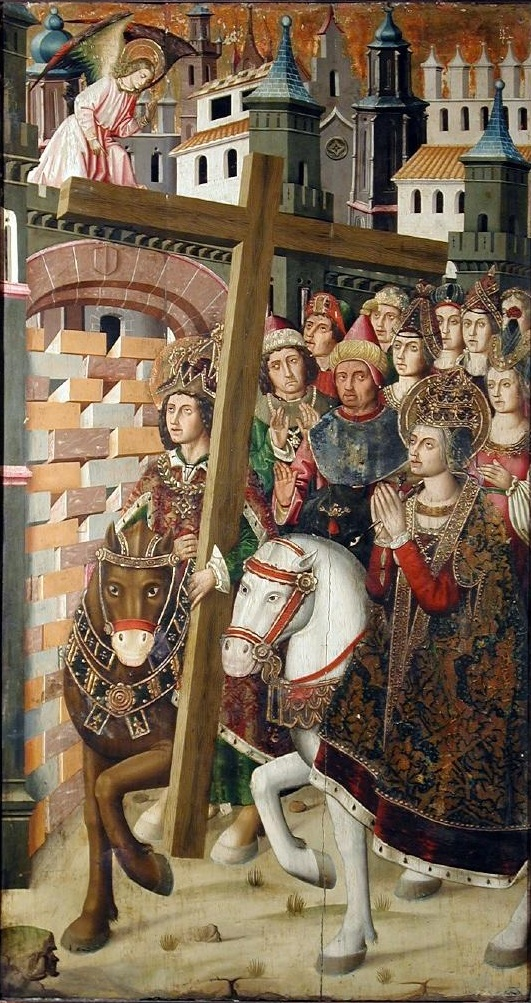

## Viața de familie; succesiunea
Heraclius și Fabia Eudoxia au avut doi copii:
- Epiphania Augusta.
- Heraclius Constantin (viitorul împărat Constantin III).

Copiii lui Heraclius avuți cu a doua soție, Martina:
- Fabius, paralizat.
- Theodosios, surdo-mut, căsătorit cu Nike, fiica generalului persan Shahrbaraz.
- Constantin.
- Constantin Heraclius (Heraklonas), viitorul împărat.
- David (Tiberius), proclamat Caesar în 638.
- Martinos, sau Marinos.
- Augustina.
- Anastasia.
- Fevronia.

## Concluzie
Heraclius s-a autointitulat rege al regilor, iar în 629 basileus (basileu, titlu purtat de unii regi/conducători din Grecia Antică). În timpul lui Heraclius s-a terminat procesul de elenizare al Imperiului Bizantin. A fost întemeietorul dinastiei Heracliene.